# Winchester (Virginia)
Winchester ist eine unabhängige Stadt in Virginia, USA. Das U.S. Census Bureau hat bei der Volkszählung 2020 eine Einwohnerzahl von 28.120 ermittelt. Sie ist Sitz des Frederick Countys, das die Stadt vollständig umschließt. Im Sezessionskrieg lag die Stadt im umkämpftesten Gebiet; insgesamt wechselte sie während der Kampfhandlungen 72 Mal den Besitzer.

## Geographie
Die Stadt hat eine Fläche von 24,2 km², fast die gesamte Fläche ist Land. Der U.S. Highway 50 durchquert die Stadt in Ost-West-Richtung, und in Nord-Süd-Richtung verlaufen der U.S. Highway 11 und die Interstate 81 durch Winchester.
Sechs Kilometer südöstlich des Central Business Districts befindet sich der Winchester Regional Airport.

## Persönlichkeiten
- Will Accooe (1874–1904), Pianist, Organist, Songwriter und Dirigent
- David Arquette (* 1971), Schauspieler
- Joseph Glover Baldwin (1815–1864), Schriftsteller
- Brian Benben (* 1956), Schauspieler
- Richard Evelyn Byrd (1888–1957), Polarforscher
- John S. Carlile (1817–1878), Politiker
- Willa Cather (1873–1947), Schriftstellerin
- Patsy Cline (1932–1963), Sängerin
- Charles Magill Conrad (1804–1878), Politiker
- Holmes Conrad (1840–1915), Jurist, Politiker und United States Solicitor General
- James William Denver (1817–1892), Politiker
- Hamilton Gamble (1798–1864), Politiker
- Burr Powell Harrison (1904–1973), Politiker
- Frederick Holliday (1828–1899), Politiker
- John Kirby (1908–1952), Jazzmusiker
- John Otho Marsh (1926–2019), Politiker
- Rick Santorum (* 1958), Politiker
- James Wood (1741–1813), Politiker

## Einwohnerentwicklung
| Jahr | Einwohner¹ |
| ---- | ---------- |
| 1980 | 20.217     |
| 1990 | 21.947     |
| 2000 | 23.585     |
| 2010 | 26.201     |
| 2020 | 28.120     |

¹ 1980–2020: Volkszählungsergebnisse